# Pozzoleone
Pozzoleone – miejscowość i gmina we Włoszech, w regionie Wenecja Euganejska, w prowincji Vicenza.
Według danych na rok 2004 gminę zamieszkiwały 2594 osoby, 235,8 os./km².